# ما بعد علم النفس

نموذج فرويد للروح، مُشيرًا إلى مثل الفارس والحصان: يرمز الرأس البشري إلى الأنا، والحيوان إلى الهو. وبالمثل، تتفرع ديناميكيات الرغبة الجنسية (الطاقة الدافعة) من الهو إلى مجالين رئيسيين: الرغبة العقلية في المعرفة والرغبة الجسدية في الفعل. كلاهما يُدمج في الأنا بهدف إشباع احتياجات الهو الأساسية. يشمل ذلك إدراك الواقع الخارجي وحكمه عليه، ويؤدي إلى تجارب يستوعبها الأنا الأعلى عبر البصمة العصبية. التربية الأخلاقية تُعطي الأنا الأعلى وظيفتها كـ"ضمير" لنا؛ وهي، بوجه عام، تتضمن تجربة التنشئة الاجتماعية. الحدود بين الوعي الكامل واللاوعي ليست واضحة: "حيثما كان الهو، ستُصبح الأنا".

ما بعد علم النفس، هو الجانب الذي يشير إلى بنية أي نظرية نفسية في حد ذاتها وليس الكيان الذي تصفه. يدور علم النفس حول النفس، ويدور ما بعد علم النفس حول علم النفس. يُستخدم هذا المصطلح غالبًا في الخطاب المتعلق بالتحليل النفسي، أي علم النفس الذي وضعه سيغموند فرويد والذي كان يُعتبر حينها فرعًا من الفروع العلمية (بسبب أعمال المرشدين العلميين لفرويد وأسلافه، ولا سيما هيلمهولتز وبروك وشاركو وجانيت)، بينما يُعتبر مؤخرًا بمثابة تفسير للفهم (بسبب المصادر الأدبية التي استخدمها فرويد لكل من سوفوكليس، بالإضافة إلى غوته وشكسبير بدرجة أقل). أُعيد إحياء الاهتمام بالمكانة العلمية المحتملة للتحليل النفسي تزامنًا مع بروز اختصاص التحليل العصبي النفسي، الذي يُعتبر مارك سولمز أحد الأسماء البارزة فيه. تُعد الرؤية التفسيرية للتحليل النفسي محور الأعمال المؤثرة التي كتبتها دونا أورانج.

## فرويد ومشكلةكما لو
يهتم ما بعد علم النفس التحليلي النفسي بالبنية الأساسية للنظرية الفرويدية ومفاهيمها. استخدم سيغموند فرويد هذا المصطلح للمرة الأولى في 13 فبراير من عام 1896 في رسالة إلى فيلهلم فليس، وذلك للإشارة إلى إضافته لعمليات اللاوعي إلى عمليات الوعي في سياق علم النفس التقليدي. كتب فرويد إلى فليس في 10 مارس من عام 1898 قائلًا: «يبدو لي أن (بالألمانية: als ob) نظرية تلبية الرغبات قد قدمت حلًا نفسيًا لا بيولوجيًا، أو حلًا ما بعد نفسي بالأحرى. (بالمناسبة، سأطلب منك بجدية ما إذا كان بإمكاني استخدام مصطلح ما بعد علم النفس للإشارة إلى علم النفس الخاص بي، أي الذي يتجاوز الوعي)». تلاشى تفاؤل فرويد تمامًا بعد ثلاث سنوات من استكماله لكتابه غير المنشور مشروع من أجل علم نفس علمي. أخبر فرويد فليس في رسالة بتاريخ 22 سبتمبر من ذلك العام: «أنا لست على خلاف معك على الإطلاق، ولا أميل أبدًا إلى ترك علم النفس معلقًا في الهواء دون أساس عضوي. لكن بصرف النظر عن هذه القناعة، أجهل كيف أستمر نظريًا أو علاجيًا، وبالتالي يجدر بي أن أتصرف كما لو [ألس ليغي] الجانب النفسي وحده قيد البحث. لم لا يسعني الجمع ما بينهما [الجانب العضوي والجانب النفسي]، لا يمكنني حتى أن أفهم السبب». «عندما وصف فرويد ما بعد علم النفس الخاص به في [دراسة حول سيرتي الذاتية] لعام 1925 بأنه [بنية فوقية تكهنية]... يمكن التخلي عن عناصرها أو تغييرها بمجرد إثبات عدم كفايتها، إذ كان يقترح حينها –بالاستناد إلى مصطلحات كانت الواردة في نقد ملكة الحكم- علم نفس كما لو، وهو نموذج إرشادي للأداء العقلي الذي لا يتوافق بالضرورة مع الواقع الخارجي».
يُعتبر توصيف فرويد للتحليل النفسي باعتباره «منظومة مغلقة ومنفصلة ومحصنة عن العالم الخارجي في جوهرها، ومنظومة مفتوحة مرتبطة بالتأثير البيئي ومستجيبة له في آن واحد» من الأمثلة البارزة على ما بعد علم النفس الخاص به.
كتب فرويد سلسلةً من اثني عشر مقالةً في عام 1910، ثم جُمعت لاحقًا في تمهيدات لما بعد علم النفس. نُشرت خمسة من هذه المقالات بصورة مستقلة تحت عناوين: «الغرائز وتقلباتها»، «الكبت»، «اللاوعي»، «ملحق ما بعد نفسي لنظرية الأحلام»، «الحداد والسوداوية». لم تُنشر المقالات السبعة المتبقية، الأمر الذي اعتُبر بمثابة تعبير عن ازدواجية فرويد المرتبطة بمحاولاته لتوضيح رؤيته حول التحليل النفسي بأكمله. كتب فرويد إلى لو إندرياس-سالومي في عام 1919 قائلًا: «أين ما بعد علم النفس الخاص بي؟ مايزال غير مدونًا في المقام الأول». نشر فرويد كتاب ما وراء مبدأ اللذة في عام 1920، إذ كان بمثابة نص ذو تطلعات ميتافيزيقية.